# Metateze olefinů
Metateze olefinů (též metateze alkenů) je typ reakce v organické chemii. Je to vratná katalytická reakce, která může probíhat na dvojné uhlíkové vazbě všech organických sloučenin.

## Mechanismus
Reakce je charakteristická výměnou alkylidenových zbytků jednotlivých nenasycených molekul, tzn. rozštěpením dvou vstupujících C=C vazeb a tvorbou nových dvou C=C vazeb.
Reakce probíhá metalokarbenovým mechanismem přes metalacyklobutanový přechodový stav. Iniciující metalokarben [M]=CHR', kde [M] je komplex přechodového kovu katalyzátoru, viz dále, (R = alkyl, aryl i substituované) reaguje s molekulou alkenu, vytváří se metalacyklobutanový přechodový stav který se dále rozpadá na molekulu jiného alkenu a nový metalokarben (a). jelikož je reakce vratná, může se obnovit původní alken i metalokarben (a). Při nevhodné geometrii probíhá neproduktivní metateze a z metalacyklobutanového přechodového stavu mohou vzniknout pouze výchozí látky (b).
Za objevení mechanismu a za jeho potvrzení vývojem katalyzátorů na bázi metalokarbenů obdrželi Y. Chauvin, R. R. Schrock a R. H. Grubbs v roce 2005 Nobelovu cenu za chemii.

## Hlavní typy metatezí
1. Metateze alifatických alkenů: homometateze (SM = self metathesis); kometatéze (CM = cross metathesis)
2. Metateze s otevíráním kruhu (ROM = Ring opening metathesis)
3. Polymerizace metatezí s otevíráním kruhu (ROMP = Ring opening metathesis polymerization)
4. Acyklická metateze dienů (ADMet = Acyclic diene metathesis)
5. Metateze s uzavíráním kruhu dienů (RCM = Ring closing metathesis)

## Katalyzátory
Metateze je energeticky zakázanou reakcí a pro její průběh je nutný katalyzátor, jehož centrální atom je tvořen atomem přechodného kovu M. Oxidy, chloridy, karbonyly a další, především koordinační sloučeniny molybdenu, ruthenia, wolframu, a rhenia jsou nejpoužívanějšími katalyzátory metatéze; dalšími méně požívanými jsou sloučeniny Ti, V, Cr, Co, Nb, Rh a Ta. Katalyzátory i vzniklá katalytická centra, čili metalokarbeny, jsou obvykle velmi citlivé na přítomnost polárních skupin, vlhkosti a přítomnosti oxidujících látek i v minimálních koncentracích. Reakce je nutné provádět v inertním prostředím a s čištěnými a sušenými substráty a rozpouštědly. Ke snížení deaktivace se používají kokatalyzátory.

### Homogenní katalyzátory
Původními homogenními katalyzátory jsou zejména chloridy, například WCl6, MoCl6, VCl4 + VOCl3, TiCl4. Často jsou používány s kokatalyzátorem (například (CH3)3Sn). Jako další je možno uvést například ReCl(CO)5 a CH3ReO3, často používány s kokatalyzátorem (např. EtAlCl2).
Moderními homogenními katalyzátory, nazývanými též iniciátory, jsou metalokarbenové komplexní sloučeniny zejména molybdenu (Schrockovy katalyzátory) a ruthenia (Grubbsovy katalyzátory). Jsou vysoce aktivní a používají se bez kokatalyzátorů; více zde.

### Heterogenní katalyzátory
Heterogenní katalyzátory jsou zejména nosičové oxidy, jako MoO3 a Re2O7. Jako nosiče jsou používány oxid křemičitý, oxid hlinitý, oxid titaničitý a další a rovněž směsné oxidy. Na reakce alkenů mohou být použity samostatně, na reakce substrátů s polárními skupinami s kokatalyzátorem (například (CH3)3Sn).

## Průmyslové využití
Prvním průmyslovým použitím metateze [1] byla v roce 1966 v oblasti Montrealu firmou Phillips uvedena do provozu technologie „Philips Triolefin Process“, kde směs ethenu a but-2-enu byla získávána z propenu na katalyzátoru WO3/SiO2. Společnost Lyondel Petrochemical v Texasu zahájila výrobu založenou na dimerizaci ethenu na but-2-en na homogenním Ni katalyzátoru. Část ethenu a vzniklý but-2-en byl podroben kometatezi na již zmíněném katalyzátoru WO3/SiO2/Na a byl tak získáván konečný produkt – propen. Technologie byla pojmenována „Reverse Triolefin Process“ nebo též „Olefins Conversion Technology“ - jedná se o příklad, jak může být metateze využita v obou směrech za podobných podmínek na stejném katalyzátoru. Další velkotonážní technologií založenou na metatezi je „Shell Higher Olefin Process, SHOP“ vyvinutý společností Shell. Metatetické reakce jsou významné zejména v syntéze chemických specialit. Produkt ethenolýzy methyl-oleátu – methyl-dec-9-enoát je klíčovou látkou vystupující v syntéze (E)-9-oxodec-2-enové kyseliny, feromonu včelích královen; produkt homometatéze hexa-2,4-dienu – okta-2,4,6-trien je biogenní látkou, atraktantem gamet mořské řasy hroznovice (Sargassum Horneri), nutričně hodnotného zdroje. Některé estery, které mají biogenní účinky se průmyslově vyrábějí na odvozených Grubbsových katalyzátorech; například (E)-dec-5-enyla-cetát je feromonem makadlovky broskvoňové (Anarsia lineatella), směs (E)- a (Z)-tetradec-5-enyl-acetátů je feromonem zavíječe (Platynoty stultana) a jiné směsi posledně jmenované látky jsou feromony obalečů (rodu Sparganthis), škůdců ovocných stromů [8]. Lakton (5R,6S)-6-acetoxy-5-hexadekanolid, při jehož syntéze se využívá metateze, byl již[kdy?] úspěšně nasazen v boji proti komárům (rod Culex) jako atraktant samiček připravených klást vajíčka.
Nové Schrockovy (Mo) a Grubbsovy (Ru) katalyzátory začaly sloužit i v průmyslové výrobě polymerů reakcí ROMP, například dicyklopentadienu (DCPD), který se, jako velmi tvrdý a odolný plast, využívá při výrobě sportovního náčiní nebo neprůstřelných desek.